# Paul Carl Beiersdorf
Paul Carl Beiersdorf, né le 26 mars 1836 à Neuruppin (province de Brandebourg) et mort le 17 décembre 1896 à Hambourg, est un pharmacologue allemand, fondateur de la société Beiersdorf AG établie à Hambourg.

## Biographie
En 1880, Paul Carl Beiersdorf fonde la société pharmaceutique Beiersdorf à Hambourg avec le dermatologue Paul Gerson Unna (de). En 1882, Beiersdorf développe et brevette un nouveau type de plâtre médical appelé Guttaperchapflastermulle. Le 28 mars 1882, date de dépôt du brevet, est considérée comme la date de fondation de Beiersdorf AG.
En 1890, il vend la société à Oscar Troplowitz, qui conserve le nom de l'entreprise. Aujourd'hui, Beiersdorf AG est une société multinationale qui fabrique des produits de soins personnels,.